# Balanus engbergi
Balanus engbergi är en kräftdjursart. Balanus engbergi ingår i släktet Balanus och familjen havstulpaner. Inga underarter finns listade i Catalogue of Life.